# Nassella famatinensis
Nassella famatinensis är en gräsart som beskrevs av Maria Amelia Torres. Nassella famatinensis ingår i släktet nassellor, och familjen gräs. Inga underarter finns listade i Catalogue of Life.